# Fresno (Kalifornia)
Fresno az Amerikai Egyesült Államok-beli Kalifornia államában lévő Fresno megye székhelye. 2005-ös becslések alapján lakossága 464 727 fő, elővárosokkal együtt 1 002 284 fő. Fresno ezzel a hatodik legnépesebb kaliforniai város. Irányítószáma 937xx, telefonos előhívószáma 559.

## Fekvése
Fresno a San Joaquin-völgyben található, amely az óriási, kaliforniai Középvölgy része. Kb. 100 km-re délre található a Yosemite Nemzeti Parktól. Ez a legközelebbi jelentős város a parkhoz. Mivel Fresno a 41-es főút és a 99-es állami autópálya kereszteződésénél található, a Los Angeles-ből érkező autós forgalom egyik fő kapujának számít. A mamutfenyőiről híres Sequoia és Kings Canyon Nemzeti Parkot is a Fresnót átszelő 180-as úton közelíthetjük meg.
Fresnóban két nagy közpark van. Az Észak-Fresnóban lévő Woodward Park, amin belül a Shinzen Japán Kerteket, számos piknik területet és jó néhány km kiépített gyalogosutat találunk a San Joaquin folyó mentén. A belvárosi Roeding Park otthont ad a Chaffee Állatkertnek, a Rotary Játékországnak és „Meseországnak” (Storyland). Ezenkívül még sok kisebb park is található a városban.
A város teljes területe eléri a 271,4 km²-t. Ebből 270,3 km² föld és 1 1 km² víz. A terület mindössze 0 42%-a víz.
| Hónap                         | Jan. | Feb. | Már. | Ápr. | Máj. | Jún. | Júl. | Aug. | Szep. | Okt. | Nov. | Dec. | Év   |
| ----------------------------- | ---- | ---- | ---- | ---- | ---- | ---- | ---- | ---- | ----- | ---- | ---- | ---- | ---- |
| Átlagos max. hőmérséklet (°C) | 12,8 | 16,6 | 19,8 | 23,8 | 29,1 | 33,4 | 36,9 | 36,2 | 32,7  | 26,3 | 18,3 | 12,8 | 24,9 |
| Átlagos min. hőmérséklet (°C) | 3,8  | 5,5  | 7,6  | 9,6  | 13,4 | 16,7 | 19,7 | 18,9 | 16,3  | 11,6 | 6,4  | 3,5  | 11,1 |
| Átl. csapadékmennyiség (mm)   | 56   | 52   | 52   | 24   | 11   | 5    | 0    | 0    | 4     | 16   | 27   | 45   | 292  |
| Havi napsütéses órák száma    | 142  | 197  | 285  | 336  | 399  | 411  | 427  | 399  | 345   | 288  | 189  | 127  | 3545 |
| Forrás: NOAA                  |      |      |      |      |      |      |      |      |       |      |      |      |      |

## Demográfiai adatok
A 2000-es adatok szerint a városban 427 652 lakos él 140 079 háztartásban és 97 915 családban. A népsűrűség 1582,2 fő/km². A város faji eloszlása: 50,17% fehér, 8,36% fekete, 1,58% indiai, 11,23% ázsiai, 0,14% csendes-óceáni, 23,36% egyéb és 5,16% kettő vagy több fajú. 39,87% volt latin-amerikai eredetű.
Az átlagkereset egy háztartásban 32 236 $ volt egy évben, míg családonként ez 35 892 $-ra jött ki. Férfiak és nők arányában ez 32 279 $ és 26 551 $ volt. A fejenkénti éves jövedelem 15 010 $ volt. A lakosság 26,2%-a volt a szegénységi küszöb alatt.
Fresnóban található Kalifornia legnépesebb kínai hmong közössége. Kelet-Fresnóban sok helyen számuk a lakosság 40-50%-át teszi ki. Ezenfelül a térségben nagyszámú ukrán ill. örmény bevándorló él.

## Története

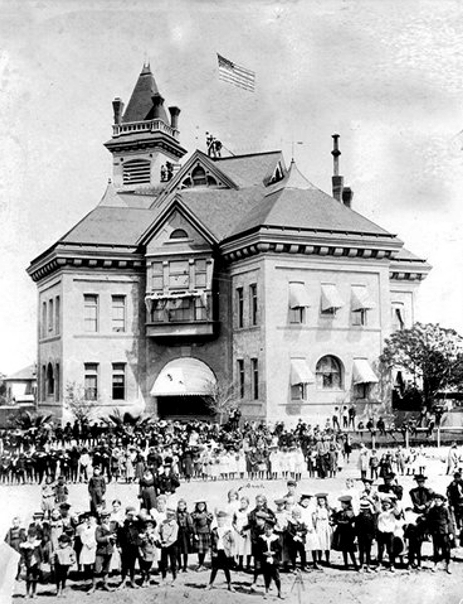
A Fresno Gimnázium épülete 1897-ben

Fresno megyét 1856-ban alapították. Először Kőrisfa Szurdok (Fresno Creek) névre hallgatott, melyet a patakot övező fákról kapott. A spanyol Fresno szó kőrisfát jelent. Akkoriban a megye sokkal nagyobb volt. Magában foglalta egyfelől mai, saját területét, ezen felül pedig a mai Madera teljes egészét és San Benito, Tulare, Kings, Inyo és Mono megyék egyes részeit.
1872-ben a Központi Csendes-Óceáni Vasúttársaság (Central Pacific Railroad) létrehozott egy állomást egy bizonyos Anthony Easterby farmján, hogy új vasútvonalat indítsanak. Hamarosan elkészült az első bolt is. E köré az állomás és bolt köré épült fel később Fresno. A környező farmok lakosait is előbb-utóbb oda vonzották a vasút és a város adta lehetőségek.
A 19. században a főleg fa épületekből álló városban sok tűz pusztított. Ezek közül a leghatalmasabb 1882-ben volt, amely teljesen elpusztította a város egyik részét. Az ezt követő évben is szörnyű tűzeset történt, 1883-ban.
A második világháború előtt Fresnoban sok etnikai városrész volt: német, olasz és kínai városrészek.

## Közlekedés

### Autópálya
Fresno-t a 99-es és a 41-es autópálya látja el észak-déli irányban. A 168-as autópálya is elhúz a város mellett, mégis Fresno a legnagyobb olyan amerikai város, amelyet közvetlenül egy autópálya sem köt szomszédos államokhoz.

### Repülőtér
Fresnoi Yosemite nemzetközi repülőtér (Fresno Yosemite International Airport, korábban Fresno Air Terminal, rövidítése FYI vagy FAT) a legnagyobb helyi reptér, amely még kereskedelmi célokat is ellát. Hozzávetőleg évi 1,2 millió utasforgalommal bír, nemzetközi és belföldi járataival.

## Látnivalók

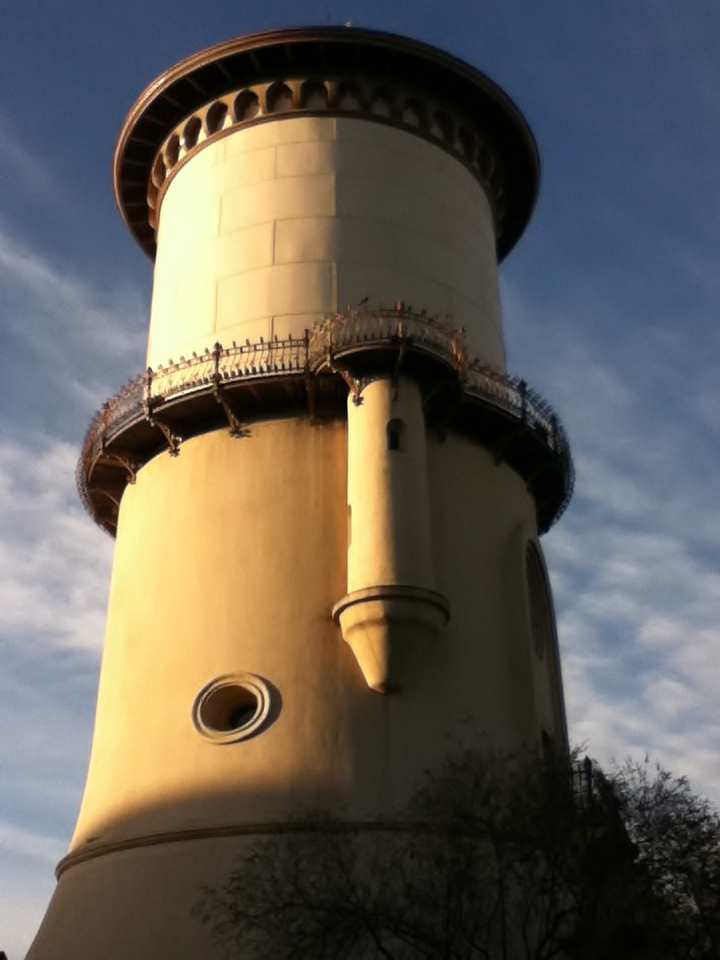
A Víztorony

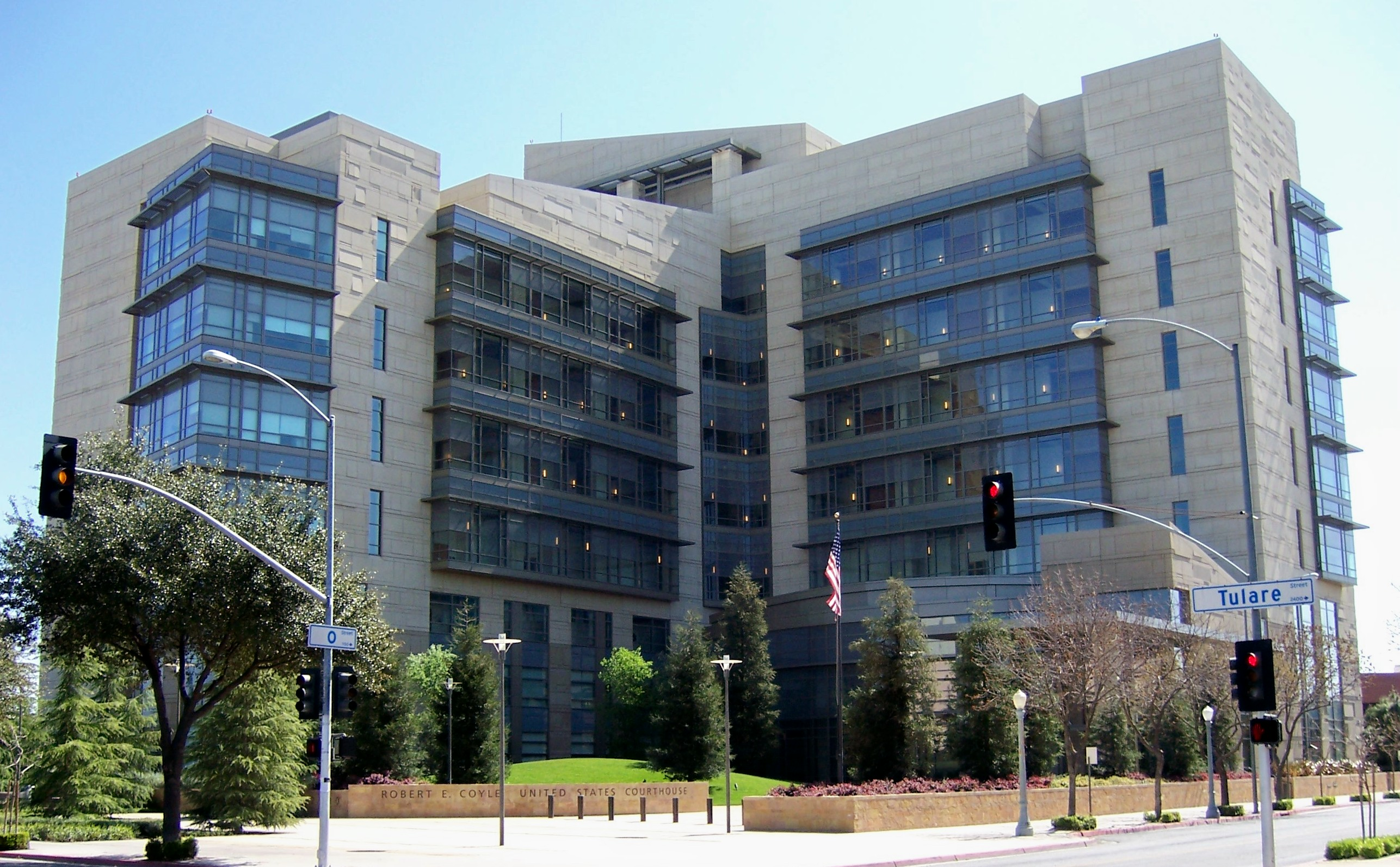
A szövetségi bíróság megyei épülete

### Fresno Metropolitan Múzeum
A Metropolitan múzeumban vándorkiállításokat rendeznek. A múzeumnak van egy tudományos központja is (Reeves ASK Science Center), melyet együttesen hoztak létre a San Francisco's Exploratorium szervezettel. A múzeum eredeti épülete 2006 őszéig, felújítások miatt zárva tart.

### Arte Américas
Az Arte Américas egy helyi latin-amerikai kulturális központ, melyet 1987-ben alapítottak helyi művészek és tanárok, azért, hogy a Central Valley-t a latin-amerikai művészetek virágzó helyévé tegyék. Itt vizuális művészetek kiállításaival találkozni. 

### Fresno Művészeti Múzeum
A múzeum a Rádió Parkban található, sorozatosan visszatérő kiállítási anyagokkal. Számos film programmal rendelkezik, művész filmekkel és külföldi filmek színes választékával.

### Fresno Grand Opera
Az operában nemzetközileg elismert, világklasszikus darabokat játszanak.

### Fresno Filharmonikusok
A város támogat egy megbecsült, regionális, filharmonikus zenekart.

### Save Mart Központ
A Save Mart Központ arénája 2003-ban épült, a Shaw sugárúton. Számos zenei előadás, a The Rolling Stones-tól Andrea Bocelli-ig, és sok más rendezvény otthona volt már. Az arénát a világ 25. legtöbb jegyét eladó arénájaként rangsorolják.

### Forestiere Underground Kertek
A Forestiere Underground Kertek-ben () Észak-Fresnoban, a 99 autópálya mellett, a híres szobrász, Baldasare Forestiere 40 év alatt épített fura szobrai állnak.

## Környék

### Belváros
Sok évig a belvárost nagyon elhanyagolták. 1990 óta viszont drámai változásokon ment át és ma már sokan fektetnek be belvárosi ingatlanba. A történelmi Warnors Színház a Fulton utcában található.

### Sunnyside
Fresno első gazdag negyede volt Sunnyside, Fresno keleti részén, melyet a Clovis sugárút határol nyugatról. Jóllehet, ma már nem tekintik annyira gazdagnak, mégis számos, jelentős személy lakik ezen a területen.

### Öreg Fügés Kert
Az Öreg Fügés Kert (The Old Fig Garden), mely ma kb. 10 négyzetkilométer területen helyezkedik el, már régóta Fresno legtekintélyesebb környéke.

### Torony övezet
A történelmi Torony Színház környékét nevezik Torony övezetnek, a belváros északi részén, élénk és vegyes kultúrájú üzletekkel, házakkal, éttermekkel és éjszakai szórakozó helyekkel, melyeket mára felújítottak az 1990-es évek közepén történt hanyatlás után.
Minden évben bicikli versenyt tartanak az övezetben, a különböző korosztályok és szintek számára.

## Oktatás
Négyéves képzések:
- Kaliforniai Állami Egyetem (California State University, Fresno) – állami
- Fresno Pacific University – egyházi / mennonita
- Kaliforniai Egyetem San Fransiscoban (University of California at San Francisco) – Fresnoi medikus oktatási program  Archiválva 2017. július 9-i dátummal a Wayback Machine-ben
- San Joaquin Jogi Főiskola (San Joaquin College of Law) – magán
- Mennonite Brethren Biblical Seminary
- Kaliforniai Keresztény Főiskola (California Christian College) – magán  Archiválva 2006. június 15-i dátummal a Wayback Machine-ben
- Alliant International University – Fresnoi Kampusz
- Fresnoi Nemzeti Egyetem (Fresno National University)
- Phoenix-i Egyetem (University of Phoenix)

Kétéves képzések:
- Fresno Városi Főiskola (Fresno City College)
- San Joaquin Völgy Főiskola (San Joaquin Valley College)
- Heald Főiskola (Heald College)

## Kormányzat

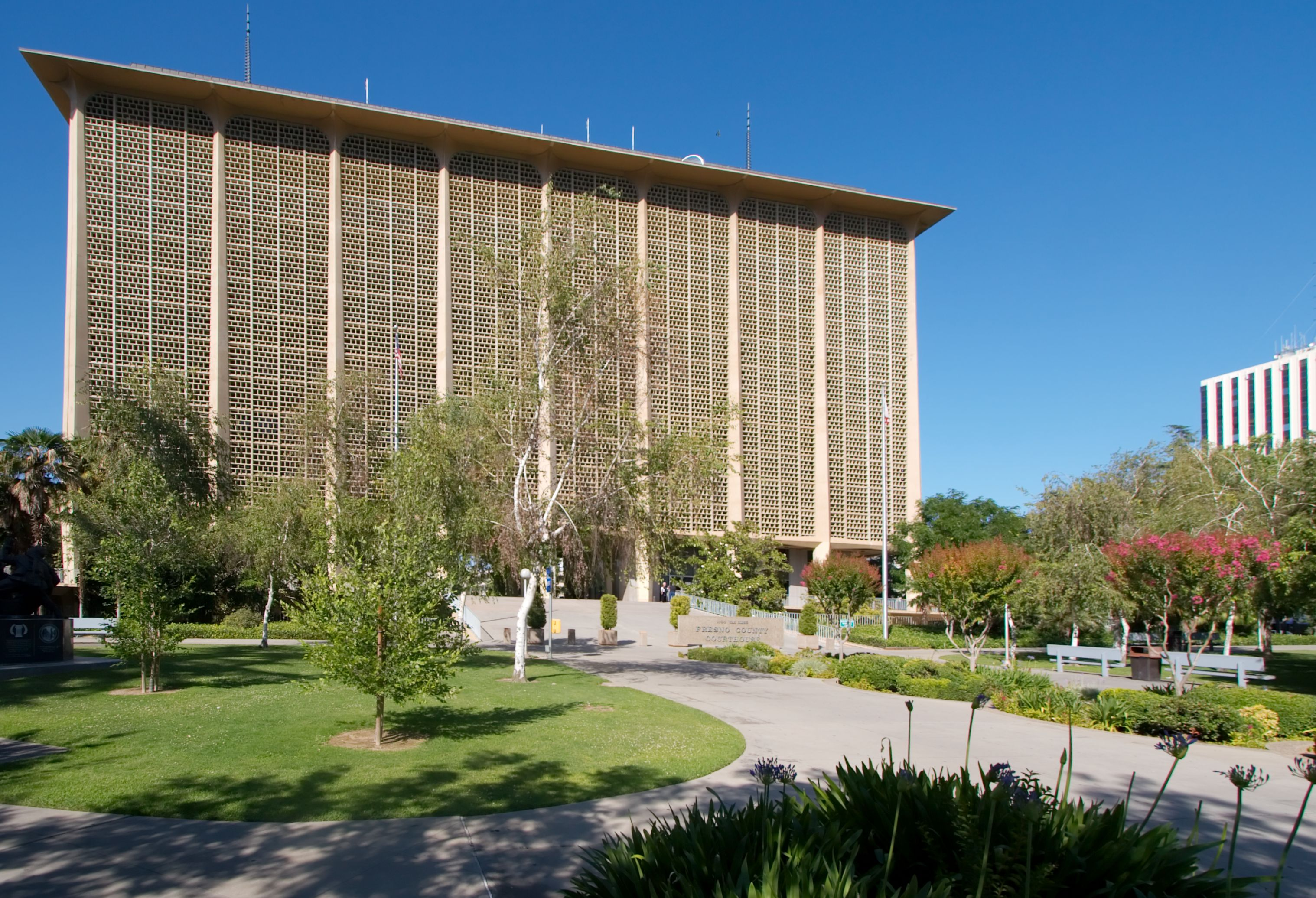
A megyei törvényszék épülete

A város polgármesterei voltak:
| - 1901-1905: L.O. Stephens - 1905-1908: W. Parker Lyon - 1908-1909: Ed. F. Bush - 1909-1912: Chester Rowell † - 1912-1917: Alva E. Snow - 1917-1921: William F. Toomey - 1921-1925: Truman C. Hart - 1925-1929: A.E. Sunderland | - 1929-1934: Z.S. Leymel - 1937-1941: Frank A. Homan - 1941-1947: Z.S. Leymel † - 1947-1947: Glenn M. Devore - 1949-1957: Gordon D. Dunn - 1957-1958: C. Cal Evans - 1958-1963: Arthur L. Selland † - 1963-1965: Wallace Henderson | - 1965-1969: Floyd H. Hyde - 1969-1977: Ted C. Wills - 1977-1985: Dan Whitehurst - 1985-1989: Dale Doig - 1989-1993: Karen Humphrey - 1993-2001: Jim Patterson - 2001-2009: Alan Autry - 2009-napjainkig: Ashley Swearengin |

† hivatalában elhalálozott

## Profi sportok
| Klub                               | Sportág         | Alapítva | Liga                 | Stadion (vagy Aréna) |
| ---------------------------------- | --------------- | -------- | -------------------- | -------------------- |
| Fresnoi Grizlik (Fresno Grizzlies) | Baseball        | 1998     | Pacific Coast League | Grizzlies Stadium    |
| Fresnoi Sólymok (Fresno Falcons)   | Jégkorong       | 1946     | ECHL                 | Save Mart Center     |
| Central Valley Coyotes             | Teremlabdarúgás | 2002     | af2                  | Selland Arena        |
| Fresno Heatwave                    | Kosárlabda      | 2003     | ABA                  | Selland Arena        |

## Híres személyek
(ábécé sorrendben)
- Phil Austin – író, színész
- Robert Beltran – színész (Star Trek Voyager)
- Deborah Blum – Pulitzer-díjas riporter (Fresno Bee).
- Bruce Bowen – NBA játékos
- Cher – énekes-színész, Fresnói középiskolába járt (Fresno High School)
- Young Corbett III – profi bokszoló
- William Everson – költő
- Kevin Federline – táncos-énekes
- Victor Davis Hanson – történész, író
- Kirk Kerkorian – milliárdos üzletember
- Claude "Pop" Laval – fotós, történész
- Philip Levine – költő
- Larry Levis – költő
- Audra McDonald – színész-énekes
- Barry McGuire folk-énekes, dalszerző
- James Porteous – feltaláló
- William Saroyan – Pulitzer-díjas novella és drámaíró
- Kopi Sotiropulos színész, helyi tévés személyiség
- Gary Soto – költő
- DeShawn Stevenson – NBA játékos
- Brian Turner – költő

## Testvérvárosok
- Torreón, Mexikó
- Meshed, Irán
- Kuala Lumpur, Malajzia
- Kōchi, Japán
- Afula, Izrael
- Vagarsapat, Örményország
- Münster, Németország
- Verona, Olaszország
- Taraz, Kazahsztán
- Lahor, Pakisztán